# Piroslábú cankó
A piroslábú cankó (Tringa totanus) a madarak osztályának lilealakúak (Charadriiformes) rendjébe, ezen belül a szalonkafélék (Scolopacidae) családjába tartozó faj.

## Rendszerezése
A fajt Carl von Linné svéd természettudós írta le 1758-ban, a Scolopax nembe Scolopax totanus néven.

## Alfajai
- Tringa totanus craggi Hale, 1971
- Tringa totanus eurhina (Oberholser, 1900)
- Tringa totanus robusta (Schioler, 1919)
- Tringa totanus terrignotae Meinertzhagen & A. Meinertzhagen, 1926
- Tringa totanus totanus (Linnaeus, 1758)
- Tringa totanus ussuriensis Buturlin, 1934[2]

## Előfordulása
Eurázsiában fészkel, telelni délebbre húzódik; eljut Afrikába is. Természetes élőhelyei a legelők, édesvizű tavak és mocsarak, sós mocsarak, szikes lagúnák, torkolatok és tengerpartok.

### Kárpát-medencei előfordulása
Magyarországon rendszeres fészkelő, márciustól októberig fordul elő. Fészkelő állománya 400-1000 párra tehető (2000-2012).

## Megjelenése
Testhossza 27-29 centiméter, szárnyfesztávolsága 59-66 centiméter, testtömege 85-150 gramm.
|  |  |  |

## Életmódja
Rovarokból és azok lárváiból, valamint rákokból és férgekből álló táplálékát a sekély vízben keresgéli.

## Szaporodása
Tavak, mocsarak partján az alacsony fűbe rakja fészkét. Fészekalja 4 tojásból áll, melyen 23 napig kotlik. A kikelt fiókák rövid idő múlva elhagyják a fészket, 25-35 nap múlva válnak önállóvá.
|  |

## Természetvédelmi helyzete
Az elterjedési területe rendkívül nagy, egyedszáma is nagy. A Természetvédelmi Világszövetség Vörös listáján nem fenyegetett fajként szerepel.  Magyarországon fokozottan védett, természetvédelmi értéke 250 000 forint.